# Mons Røisland
Mons Røisland (28 januari 1997) is een Noorse snowboarder. Hij vertegenwoordigde zijn vaderland op de Olympische Winterspelen 2018 in Pyeongchang.

## Carrière
Op de Winter X Games XX in Aspen behaalde Røisland de bronzen medaille op het onderdeel slopestyle. Bij zijn wereldbekerdebuut, in februari 2016 in Boston, scoorde de Noor dankzij een zesde plaats direct wereldbekerpunten. Op 14 januari 2017 boekte hij in Kreischberg zijn eerste wereldbekerzege. In de Spaanse Sierra Nevada nam Røisland deel aan de FIS wereldkampioenschappen snowboarden 2017. Op dit toernooi eindigde hij als twintigste op het onderdeel big air.

## Resultaten

### Olympische Winterspelen
| Jaar | Plaats      | Resultaten     |
| ---- | ----------- | -------------- |
| 2018 | Pyeongchang | 12e Slopestyle |
| 2022 | Peking      | Big Air        |
| 2022 | Peking      | 7e Slopestyle  |

### Wereldkampioenschappen
| Jaar | Plaats        | Resultaten     |
| ---- | ------------- | -------------- |
| 2017 | Sierra Nevada | 20e Big air    |
| 2019 | Park City     | 7e Slopestyle  |
| 2023 | Bakoeriani    | 4e Slopestyle  |
| 2023 | Bakoeriani    | Big air        |
| 2025 | Engadin       | 16e Slopestyle |
| 2025 | Engadin       | 9e Big air     |

### Wereldbeker
Eindklasseringen
| Seizoen   | Algm | SBS | BA  |
| --------- | ---- | --- | --- |
| 2015/2016 | 58e  | –   | 13e |
| 2016/2017 | 32e  | 8e  | 74e |
| 2017/2018 | 14e  | 35e | 5e  |

Wereldbekerzeges
| Datum            | Plaats          | Onderdeel  |
| ---------------- | --------------- | ---------- |
| 14 januari 2017  | Kreischberg     | Slopestyle |
| 10 december 2017 | Copper Mountain | Big air    |
| 12 januari 2019  | Kreischberg     | Slopestyle |